# Fabri Fibra
Fabrizio Tarducci, conhecido como Fabri Fibra (Senigália, 17 de outubro de 1976), é um rapper italiano, irmão mais velho do rapper Nesli.

## Biografia
Fabrizio Tarducci nasceu em 1976 em Senigália, Marcas. Interessado em música desde a infância; ele escreveu e cantou o sua primeira música aos 19 anos.
Em 1995, ele gravou o sua primeiro demo. Após a gravação, ele entrou em no conjunto Uomini di Mare, ao lado de DJ Lato, atuando apenas como DJ e cuidando da parte rítmica das músicas produzidas. Em 1996, o conjunto lançou o CD Del mare quest'el gruv, que fez sucesso no cenário underground musical da Itália. Em 1999, Fibra e Lato produziram e distribuíram a LP Sindrome di fine millenio ("Sindrome de fim de milênio", em português), com a colaboração de El Presidente, Inoki, Joe Cassano e o próprio irmão de Fibra, Nesli.
Graças ao sucesso underground, Fabri Fibra atuou em toda a Ítalia. Em 2000 ele fundou sua própria gravadora, a Teste Mobili Records ("Cabeças em Movimento Records", em português), com a colaboração de vários grupos de rap italiano, aonde Fibra foi o vocal principal e também o compositor das letras do circuito de mixtape lançado pela gravadora. Tal sucesso estabeleceu a base para sua futura carreira solo como rapper, em 2002.

## Carreira Solo

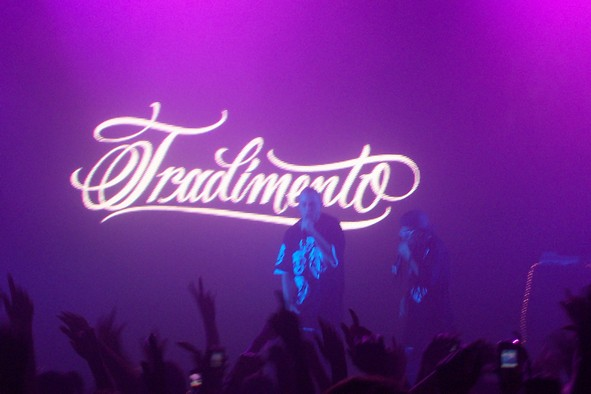
Fabri FIbra Tradimento.

### Turbe giovanili(2002)
Em 2002, Fibra lançou seu primeiro álbum solo, chamado Turbe giovanili ("Problemas juvenis", em português), na qual ele escreveu e gravou as letras sob a produção e arranjo do Neffa. Assim como o título do álbum sugere, as letras das músicas falam sobre os problemas que adolescentes enfrentam na Itália, incluindo experiências do próprio Fibra. Um ano depois Fibra lançou Lato e Fabri Fibra, na qual foi o encerramento de sua parceria com DJ Lato e do projeto Uomini di mare.
Fibra lançou uma versão remasterizada desse mesmo álbum em 2010, como parte de seu movimento de contracultura.

### Mr. Simpatia(2004)
Lançado em 1º de Setembro de 2004, Mr. Simpatia ("Sr. Simpatia", em português), é o segundo álbum solo de Fibra, considerado a marca de seu estilo musical próprio. Todas as bases instrumentais foram feitas por Nesli, com a exceção de Non Ti Invidio (feita por Bassi Maestro) e  a faixa bônus do álbum (feito por Bosca). O álbum fez sucesso por sua capa, na qual Fibra aparece deitado de lado com um ferimento horrível.  "Mr. Simpatia" é um título irônico, uma vez que os temas das faixas principais tratam da cena hip hop italiana, o desprezo pela sociedade, as relações com mulheres, e frustração de Fibra sobre seu trabalho.
O álbum de Nesli, Home, foi lançado na mesma data.

### Tradimento(2006)
Depois de cancelar o seu contrato na gravadora Vibrarecords, Fabri voltou a atuar apenas no cenário underground e não fez nenhuma apariação durante um ano, até quando reapareceu anunciando um novo acordo com a grande gravadora Universal Music Italia. Sob a produção do rapper Big Fish e de Nesli, Fibra lançou o seu terceiro álbum, considerado o mais bem sucedido comercialmente e aristicamente,Tradimento ("Traição", em português). O primeiro single desse album, lançado na Europa em 4 de abril de 2006, foi "Applausi per Fibra". O single trata das experiências pessoais superadas por Fibra, com uma certa ênfase no auto-elogio.
Em apenas uma semana após do lançamento oficial em 6 de junho de 2006, o álbum alcançou o primeiro lugar nas vendas da Itália. No entanto, o álbum recebeu fortes críticas e controvérsias pelo uso constante de palavrões, a indiferença apresentada pro Fibra quando falava de temas provocantes, e os sua misógina opinião sobre as mulheres; temas encontrados por todo o álbum.
Após o sucesso de "Applausi per Fibra" ("Aplausos para Fibra", em português"), Fibra lançou o single "Su le Mani" ("Levantem as Mãos ", em português), tratando de temas urbanos simples. Este foi seguido pelo lançamento de "Mal di stomaco" ("Dor de estômago", em português), que se tornou rapidamente um sucesso, devido a originalidade do videoclipe da música. O vídeo "Mal di stomaco" é uma réplica da transmissão da SKY TG24, uma real estação de notícias via satélite, que informa sobre "a morte" de Fibra em um acidente de carro. A autenticidade do vídeo é selada com a "cobertura ao vivo" e reportagens, além de entrevistas de estrelas italianas famosas, como Fernanda Lessa, Eva Henger, Jimmy Ghione, o próprio produtor Big Fish, o colega rapper Vacca e Nesli. O vídeo termina com o corpo Fibra desaparecendo em um necrotério. O último single do album é "Idee stupide" ("Idéias Estúpidas", em português), com um vídeo em preto e branco que, embora não tão original quanto o vídeo anterior, usa uma montagem ao estilo do filme Rocky.
Em 2010,Tradimento ficou em segundo lugar em uma enquete de jornal na qual perguntava qual era o álbum mais importante da década na Itália.

### Bugiardo(2007–2008)
Um ano  após o sucesso de Tradimento, Fibra lançou o seu único single de rua "Questo è il nuovo singolo" ("Este é o novo single"). Após esse lançamento, ele anunciou o seu quarto álbum, Bugiardo ("Mentiroso", em português). O primeiro single oficial do álbum foi a música-título "Bugiardo", lançada em 15 de outubro de 2007. Logo em seguida, o segundo single oficial a ser lançado foi "La Soluzione" ("A Solução", em português, que saiu em 9 de novembro de 2007, junto com o lançamento oficial do álbum.
Em 25 de abril de 2008, o Fibra lançou o single "In Italia" ("Na Itália, em português), com a cantora Gianna Nannini. A canção se tornou um hit de verão enorme, sendo o vídeo mais visto em Itália em 2008, ganhando uma nomeação ao MTV Europe Music Awards para Melhor Artista Italiano. In Italia é o vídeoclipe de Fibra mais visto, sendo responsável pelo seu sucesso fora do território italino.
Ainda em 2008, Fibra lançou uma segunda versão de "Bugiardo", incluindo a versão de "In Italia" com Nanni (a versão original era um remix feito por Big Fish).

### Chi Vuole Essere Fabri Fibra?(2009)
Em 10 de abril de 2009, Fibra lançou seu quinto álbum, intitulado Chi Vuole Essere Fabri Fibra? ("Quem Quer Ser Fabri Fibra?", em português). Junto ao álbum, ele lançou dois singles, intitulados "Incomprensioni" ("Incompreensões", com a participação de Federico Zampaglione) e "Speak English" ("Falar Inglês", em português). Este segundo discute as diferenças culturais entre a Itália e a Inglaterra. O vídeo filmado em Brighton, onde Fibra viveu e trabalhou por quatro anos. Uma das faixas do álbum, intitulado "Donna Famosa" ("Moça Famosa", em português), está entre as trilhas sonoras do videogame de futebol FIFA 10.
Apesar de sua qualidade musical, o álbum não conseguiu superar o sucesso de "Bugiardo" e "Tradimento".

### MovimentoControculturae suas consequências (2010–2011)
Em 18 de Fevereiro de 2010, a MTV italiana lançou um programa especial que passou em todas as noites de terças-feiras chamado Fabri Fibra: Italy. O programa, descrito como docu-drama de cinco episódios, tratava sobre a vida de jovens que viviam em desvantagens sociais por toda a Itália e Europa, citando casos da América do Sul e do Brasil. Em 4 de Maio de 2010, Fibra remasterizou o seu primeiro álbum, lançando-o como Turbe giovanilli Remaster, como o primeiro álbum do seu movimento de contracultura.
Em 20 de Julho de 2010, Fibra lançou o seu primeiro web-album, Quorum, que foi disponível gratuitamente para download em seu site oficial, que incluia músicas exclusivas que ele tinha lançado no site Youtube, além de uma Intro e de uma Outro.  Uma enorme controvérsia irrompeu com o lançamento de Quorum, pois em uma rima contida no álbum, o rapper insinua quase que explicamente uma alusão à alegada homossexualidade do cantor italiano Marco Mengoni. Em entrevistas posteriores, Fabri Fibra afirma que ele queria, com essa música, "soletrar a hipocrisia ainda presente na sociedade" de que a homossexualidade é formalmente aceita apenas no mundo da arte e entretenimento, enquanto na vida real ela é ainda objeto de discriminação. Nessa entrevista, o cantor afirma que ele queria encorajar todos os músicos a se aprofundarem sobre o tema e até mesmo se declararem homossexuais apenas para ajudar essas pessoas a viver mais livremente sua condição.
Sete dias depois, Fibra lançou Vip In Trip ("VIP na viagem", em português), o primeiro single do seu terceiro álbum do movimento de contracultura. O single ficou famoso por mostrar uma estética diferente dos vídeos de Fibra, fazendo uma clara referência ao vídeo Rock the Casbah, da banda The Clash, além de mostrar sátiras de dois políticos italianos, Silvio Berlusconi e Umberto Bossi. Outras sátiras inclui a referência a atriz Laura Chiatti e seu ex-namorado Francesco Arca, o que causou censura do vídeo em certas partes. No começo do vídeo, Fibra também faz uma referência a Wikipédia, na qual ele diz que o site o classifica como "rapper super legal".], Fibra lançou o primeiro single do novo álbum, a música "Vip In Trip". 7 de Setembro de 2010, Fibra lançou o seu sexto álbum, Controcultura ("Contracultura", em português), o último álbum de seu movimento de contracultura. "Controcultura" foi o primeiro álbum a alcançar o primeiro lugar em vendas na Ítalia desde o lançamento de "Tradimento", garantindo um disco de ouro para Fibra em 2010. O estilo do álbum segue como uma evolução do estilo apresentado em "Quorum", aonde a primeira faixa é uma abertura sem base musical, na qual simula uma antiga conversa de Fibra teve com sua mãe durante infãncia, mudando rapidamente para um ditado de Fibra, aonde ele fala rapidamente da sua vida e sobre mulheres. Cada faixa do álbum começa com uma pequena introdução, que varia de entrevistas feitas com pessoas comuns nas ruas da Ítalia opninando a respeito da figura de Fibra, como também representações teatrais, como Fibra comprando cocaína de um "Business Man" e um garotinho falando de uma casa mal assombrada.
Aproveitando o sucesso de "Controcultura", foi lançado em 19 de Novembro o single Tranne te ("Exceto você", em português) que, diferente de "Vip In Trip", volta ao estilo antigo de videoclipe de Fibra. O vídeo mostra todo o panorama musical do artista desde 2002, ressaltando as vendas, e os discos de ouros e de platina ganhado respectivamente em "Bugiardo", "Controcultura" e "Tradimento".
Em 26 de Janeiro de 2011, Fibra marca sua primeira atividade na década lançando o single Qualcuno normale ("Alguém normal", em português), também do álbum Controcultura, aonde ele canta ao lado do rapper Marracash. Diferente de "Vip in Trip" e "Tranne Te", o vídeo de "Qualcuno normale" mostra apenas Fibra e Marracash cantando, sem a participação externa ou uso de efeitos especias, na qual Fibra referencia como "estilo Fabri Fibra puro".
Em 1 de Maio de 2011, Fibra lançou sua primeira extended-play, o Tranne Te: Rap Futuristico EP ("Exceto Você: Rap Futurístico", em português), que contém remixes de Tranne Te. O CD inclui artistas como o rapper frances Soprano, e velhos conhecidos de Fibra como Redman, Marracash e Dargen D'Amico.   Logo depois, Fibra lançou em seu website um mixtape chamado Venerdì 17 ("Sexta-Feira 17", em português), assim como Quorum, foi lançado gratuitamente. O mixtape contém algumas músicas de estilo livre com outros artistas, assim como remixes de antigas músicas de Fibra e algumas novas. Em 9 de Maio, Fibra lançou o quarto single do álbum Controcultura, o vídeo Le Donne ("Mulheres", em português). O single foi feito como uma resposta de Fibra as longas acusações de misoginia que recebeu.
O ano de 2011 foi extremamente marcante para Fibra, que ganhou quatro prêmios consecutivos: um disco de platina pelo álbum Controcultura, um disco de multiplatina pelo single Tranne Te, o prêmio "Superman" da TRL Awards e um Wind Music Award. Essas premiações também renderam dois livros, ambos lançados em Novembro de 2011: uma biografia sobre o músico, intitulada "Io odio Fabri Fibra" ("Eu odeio o Fabri Fibra", em português), escrito por Michael Monina e publicado pela Salani Editore, na Itália; e outro livro, com uma temática conspiratória, escrito pelo próprio rapper, intitulada "Dietrologia — I soldi non finiscono mai" ("Conspiração — O dinheiro nunca acabar", em português), com prefácio escrito pelo escritor Marco Travaglio.

### Tempi Duri Records e Projeto Rapstar (2012)
No fim de 2011, Fabri Fibra lança sua própria gravadora, "Tempi Duri" ("Tempos Difíceis", em português), lançando muitos álbuns gratuitamente via download em seu site oficial.  No ano seguinte, Fibra anuncia a parceria com o rapper napolitano Clementino, formando a dupla Rapstar. Em 15 de Janeiro de 2012, Rapstar lança o single "Ci rimani male/Chimica Brother"  ("Mantemos o mal / Química de Irmãos", em português) contendo duas músicas do seu álbum de estreia, lançado no dia 31 do mesmo mês, intitulado "Non è gratis" ("Não é de graça", em português). Em 9 de Março de 2012 foi lançado outro single do álbum, intitulado "La Luce" ("A Luz", em português).

### Guerra e Paz (2012–presente)
Em 29 de Junho, foi lançado no iTunes e distribuídos pelas rádio italianas um novo single de Fabri Fibra, intitulado  "L'italiano balla" ("As danças italianas", em português) em colaboração com os Crookers. Parte da renda da canção foi doada a instituições de caridade para a reconstrução de duas escolas de anto Agostinho, na província de Ferrara, destruídas pelos terremotos de 20 e 29 de Maio. No mesmo mês, Fibra anunciou através de sua página no Facebook, que a música poderá ser acoplada na gravação de seu sétimo álbum, que será chamado "Guerra e Pace" ("Guerra e Paz", em português), previsto para 05 de Fevereiro de 2013.
Em 31 de Julho de 2012, Fibra anunciou novamente através do Facebook, que renovou seu contrato com a Universal Music Group. E que antes do lançamento oficial do álbum, ele lançará um EP chamado "Casus Belli" ("Casos Belos", em português.), da mesma forma que lançou "Quorum", em 30 de Outubro de 2012.

## Como produtor

### Tempi Duri Records (2011–presente)
Fundada no final de 2011 por Fabri Fibra com sua própria marca regitrada. Como primeiro trabalho, foi publicado em 20 de Setembro o álbum de Soundboy Entics (em parceria com a Sony Music Distribution) e em 1 de Outubro foi lançado uma mixtape em download gratuito, o álbum " Lo capisci l'italiano?! Rap Controcultura" ("Você entende italiano?! Rap da Contracultura", em português), do Dj Double S. Em 10 de Outubro também é publicado em download gratuito o álbum mixtape "Cattivo" ("Mau", em portguês) de Maxi B, que antecipou o lançamento de seu novo álbum, "L'ottavo Giorno Della Settimana" ("O oitavo dia da semana", em português), em distribuição pela Universal. Mais tarde, na página oficial da gravadora no Facebook, foi anunciado a entrada no rótulo a equipe Mastafive. Em 23 de Junho do mesmo ano, DJ Double S lança outro mixtape, "Al centro della scena" ("O centro da cena", em português).
Em 6 de Julho de 2012 é publicado para download gratuito o mixtape "MTV Spit per Tempi Duri" ("Os Tempos Difíceis da Spit MTV", em português), contendo músicas freestyle de vários artistas participantes.

## Discografia
Solo
- 1996 — Del mare quest'el gruv
- 1999 — Sindrome di fine millenio
- 2002 — Turbe giovanili
- 2004 — Mr. Simpatia
- 2005 — Mr. Simpatia (Live)
- 2005 — Mr. Simpatia (Gold Edition)
- 2006 — Tradimento
- 2006 — Tradimento + Pensieri scomodi
- 2007 — Bugiardo
- 2008 — Bugiardo²: New Edition
- 2009 — Chi vuole essere Fabri Fibra?
- 2010 — Turbe giovanili Remaster
- 2010 — Quorum (web-album)
- 2010 — Controcultura
- 2011 — Tranne Te: Rap Futuristico EP (EP)
- 2011 — Venerdì 17 (Mixtape)
- 2012 — Casus Belli (EP)
- 2013 — Guerra e Pace

Rapstar
- 2012 — Non è gratis

## Singles
Solo
- 2006 —  Applausi per Fibra
- 2006 —  Mal di stomaco
- 2006 —  Su Le Mani
- 2006 —  Idee Stupide
- 2007 —  Questo è Il Nuovo Singolo
- 2007 —  Bugiardo
- 2008 —  La soluzione
- 2008 —  In Italia feat. Gianna Nannini
- 2009 —  Incomprensioni feat. Federico Zampaglione
- 2009 —  Speak English
- 2010 —  Festa Festa feat. Crookers & Dargen D'Amico
- 2010 — Vip In Trip
- 2010 — Tranne Te
- 2011 — Qualcuno Normale feat. Marracash
- 2011 — Le Donne
- 2012 — L'italiano balla feat. Crookers
- 2012 — Teoria e Pratica Remix feat. Ghemon & Mecna

Rapstar
- 2012 — Ci rimani male / Chimica Brother
- 2012 — La luce